# باي باي (شركة)
شركة باي باي (بالإنجليزية: PayPay) هي شركة يابانية تطور خدمات الدفع الإلكتروني، تم تأسيسها في عام 2018 كمشروع مشترك بين مجموعة سوفت بنك و ياهو اليابان من خلال شركة زيالقابضة. يستخدمه 38 مليون مستخدم، يعد أكبر تطبيق ياباني للدفع عبر الهاتف المحمول. ويمكن عن طريق تطبيق الهاتف ان يربط المستخدمون حساباتهم المصرفية ويضيفون الأموال إلى حساب باي باي الخاص بهم، ومن نقاط البيع يقوم المستخدم بالدفع إما عن طريق مسح رمز الاستجابة السريعة ضوئيًا، أو عن طريق مطالبة الموظف بمسح رمز شريطي على الهاتف الذكي.

## حادث الأمن السيبراني لعام 2020
تم اختراق خادم باي باي في 28 نوفمبر 2020 والذي نشأ في البرازيل، وفقًا لمشغله، تم اختراق الخادم الذي يحتوي على معلومات شخصية ومالية لقاعدة مستخدميه بالكامل، وأقرت الشركة بأن عيوب التكوين أدت إلى الوصول غير المصرح به إلى المعلومات، وتم إخطار مشغل الخدمة في وقت لاحق بالحادث واتخذت الإجراءات الوقائية.

## روابط خارجية
- الموقع الرسمي